# Геліея

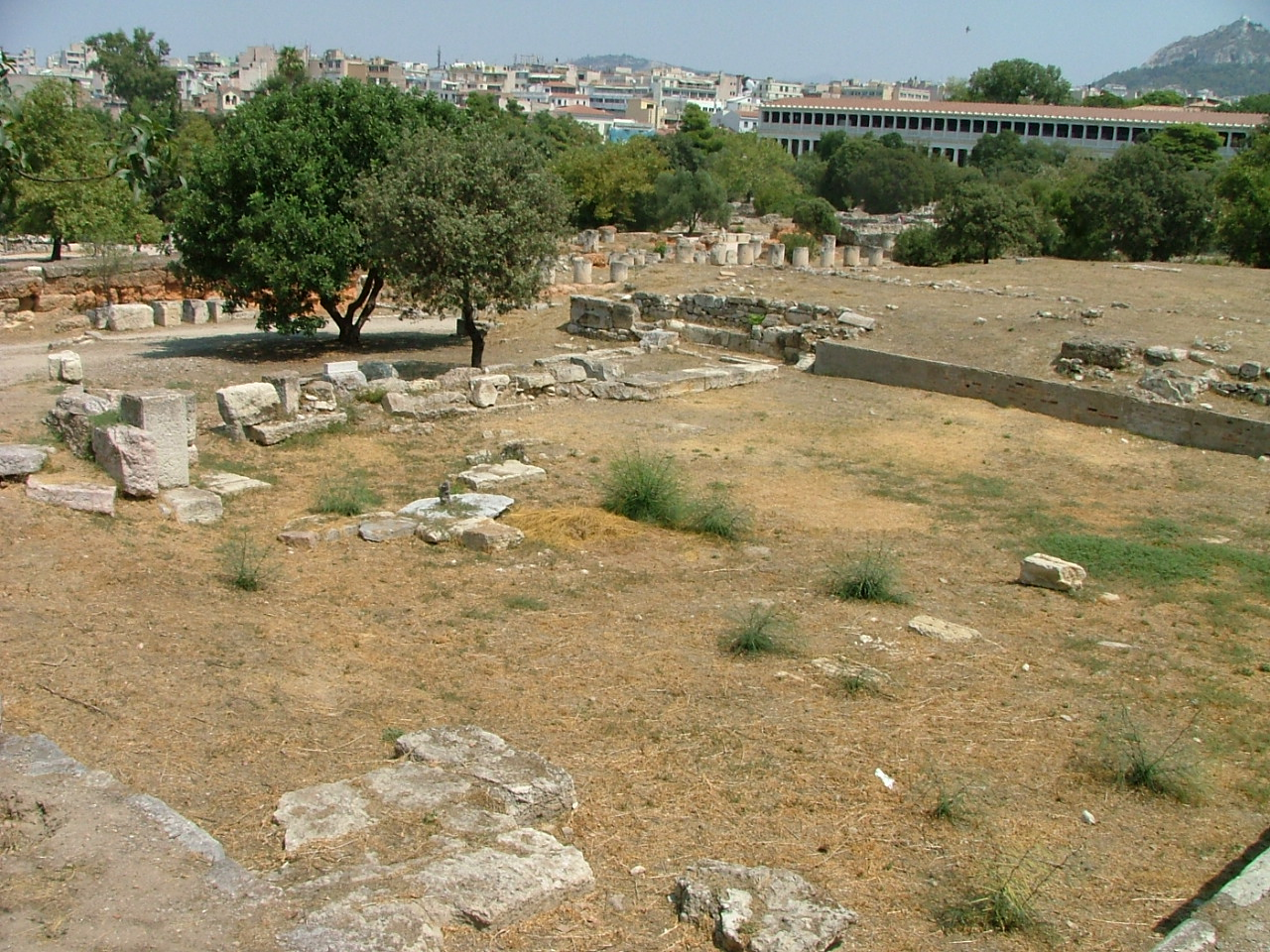
Руїни геліеї, давня агора, Афіни

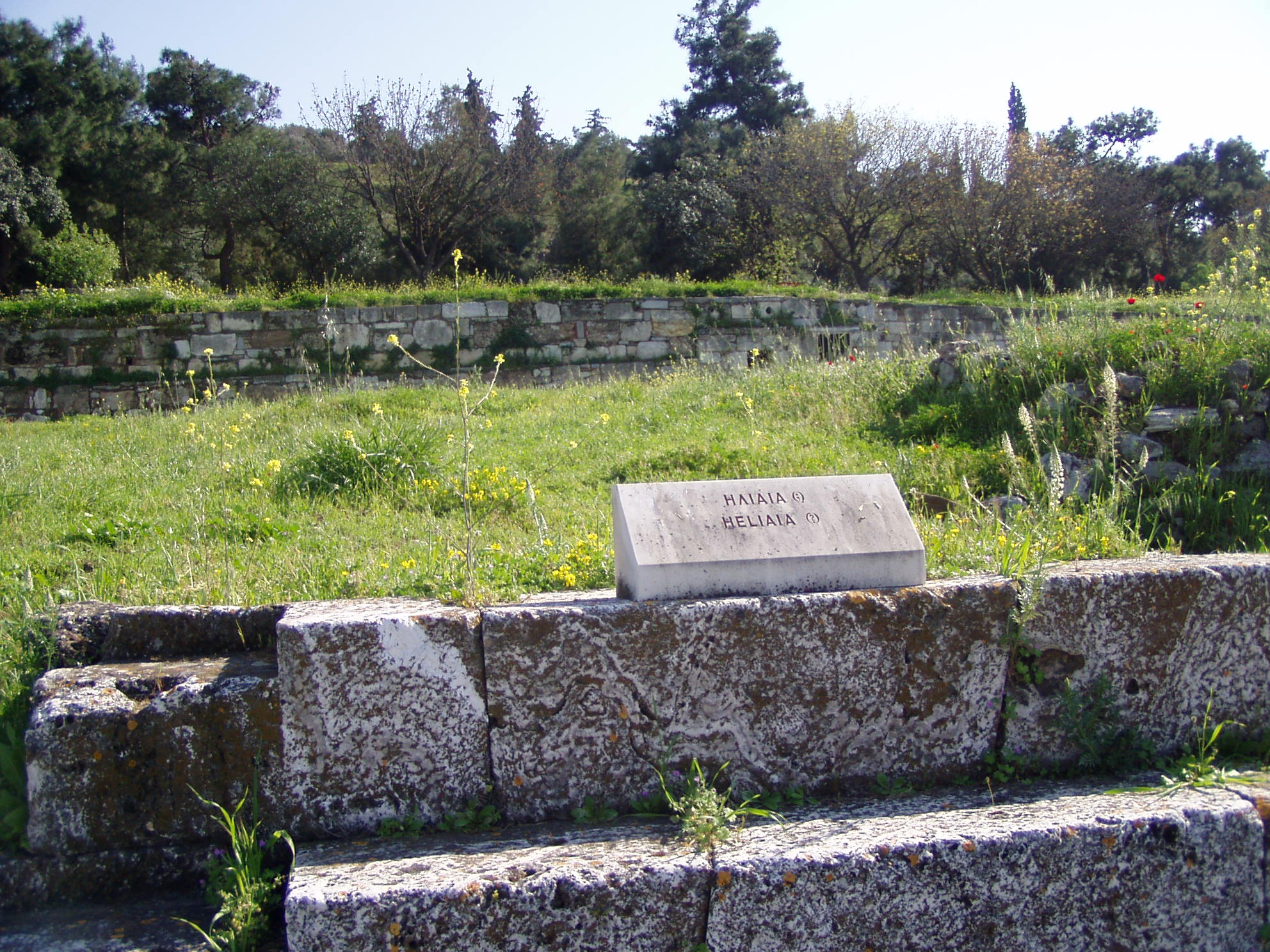
Камінь з написом ήλιαία (геліея), давня агора, Афіни

Геліея (грец. ήλιαία) — суд присяжних в Стародавніх Афінах, заснований архонтом Солоном у 6 столітті до н. е.
У середині 5 століття до н. е., згідно з реформою Ефіальта, функції геліеї було розширено за рахунок ареопага. За Перикла введено платню членам геліеї — геліїстам.
Складалася галіея з 6 000 членів, що обирались з числа усіх громадян, які досягли 30 років.
Розпадалася на 10 колегій — дикастерій, у складі 600 членів кожна. Геліея розглядала скарги на рішення інших судових інстанцій і була першою інстанцією за низкою найважливіших справ, в тому числі у справах про державні і посадові злочини.
Геліея здійснювала також контроль діяльності посадових осіб і остаточно затверджувала постанови народних зборів. Рішення геліеї приймалися більшістю голосів, вироки були безапеляційними.